# Hippelates nobilis
Hippelates nobilis är en tvåvingeart som beskrevs av Friedrich Hermann Loew 1863. Hippelates nobilis ingår i släktet Hippelates och familjen fritflugor. Inga underarter finns listade i Catalogue of Life.